# Вільськ
Вільськ — село в Україні, в Оліївській сільській територіальній громаді Житомирського району Житомирської області. Кількість населення становить 515 осіб (2021 рік). У 1923—2016 роках — адміністративний центр колишньої однойменної сільської ради, у 2016—2020 роках — центр колишньої Вільської сільської територіальної громади.

## Загальна інформація
Розташоване за 12 км від Черняхова та 7 км від залізничної станції Дубовець.

## Населення
За довідником 1885 року в селі мешкало 640 осіб, налічувалося 55 дворових господарств.
Відповідно до результатів перепису населення Російської імперії 1897 року, загальна кількість мешканців села становила 1 310 осіб, з них: православних — 1 258, чоловіків — 650, жінок — 660.
У 1906 році в селі проживало 1 318 мешканців, дворів — 200, у 1923 році — 1 791 житель, дворів — 408.
На початок 1970-х років село мало 381 двір із населенням 1 300 осіб.
Відповідно до результатів перепису населення СРСР, кількість населення, станом на 12 січня 1989 року, становила 852 особи. Станом на 5 грудня 2001 року, відповідно до перепису населення України, кількість мешканців села становила 707 осіб.

### Мова
Розподіл населення за рідною мовою за даними перепису 2001 року:
| Мова       | Кількість | Відсоток |
| ---------- | --------- | -------- |
| українська | 694       | 98.16%   |
| російська  | 10        | 1.42%    |
| білоруська | 2         | 0.28%    |
| румунська  | 1         | 0.14%    |
| Усього     | 707       | 100%     |

## Історія
У середині 16 століття належало до маєтку волинського воєводи, луцького, вінницького, брацлавського та житомирського старости, князя Богуша Корецького. Відповідно до податкового реєстру Київського воєводства, у 1581 київський воєвода князь Костянтин Острозький платив з містечка Вільськ з 13 осадників та 10 загородників. Згадується як містечко в акті від 21 червня 1586 року в скарзі воєводича Волинського князя Якима Богушевича Корецького на війта Прокопа Літинського і урядника Криштофа Винарського помістя Вільського, що належить князю Костянтину Острозькому, воєводі Київському, про те, що коли бояри, гайдуки і слуги Корецького проводили через Вільськ втікачів від Корецького, які втекли з володіння Острозького, то згадуваний війт і урядник разом з вільськими міщанами начебто побили і утопили деяких із цих бояр і слуг Корецького, забравши їх зброю і коней.

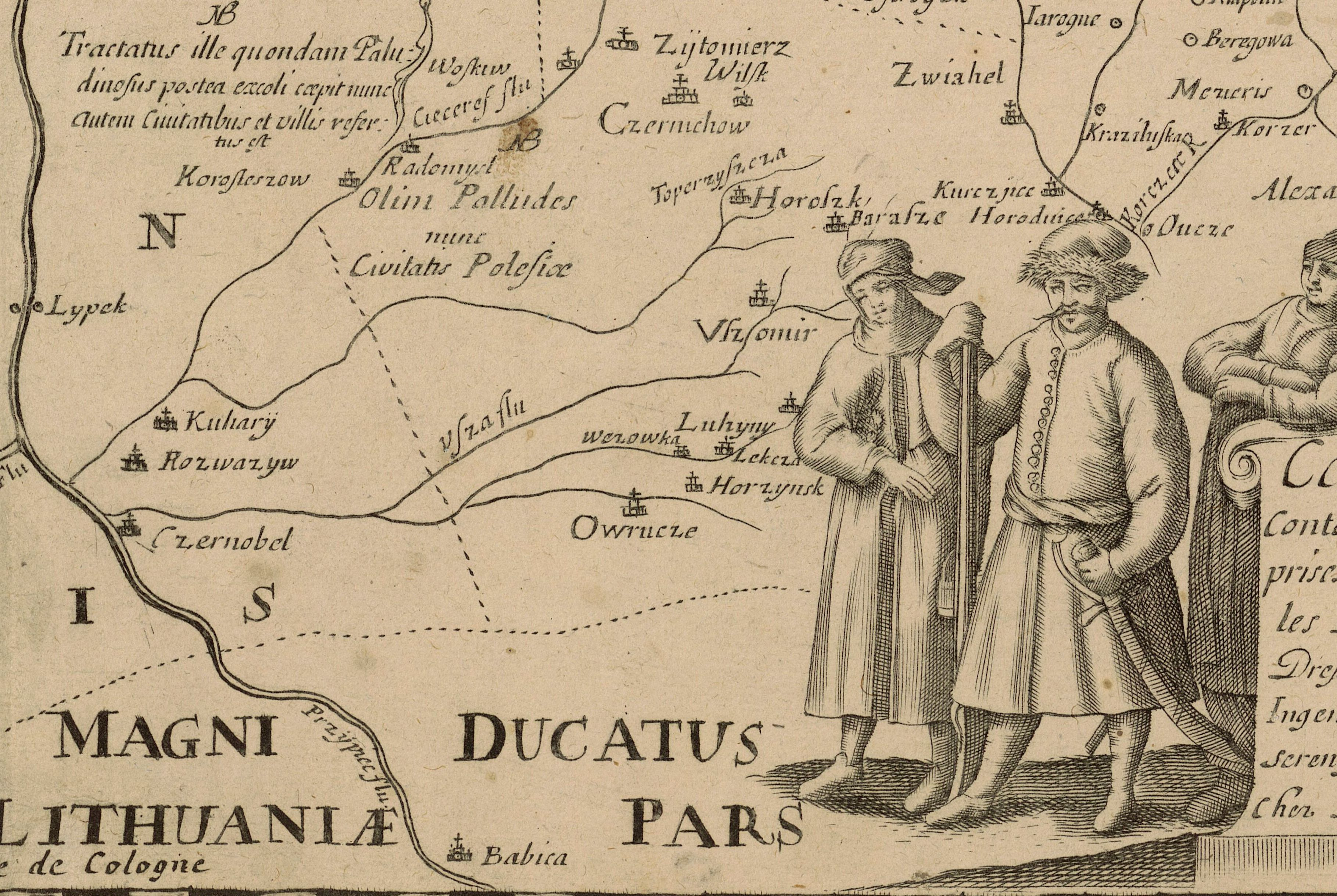
Вільськ на мапі Боплана, 1648 рік

У 1624 році належало князеві Домінікові Заславському з Острога, у 1628 році податки з Вільська сплачував київський воєвода. На початку 17 століття увійшло в склад Острозької ординації, було визначене князем Янушем Острозьким серед поселень майорату його сина, Януша-Володимира. Також згадується в акті від 7 січня 1650 року — дружина віленського воєводи Анна Алоїза Ходкевичева, уроджена Острозька, скаржилася на орендаря її маєтку, містечка Вільск, Олександра Циклінського та його слугу Яна Білецького, що вони викрали та пограбували кількасот її селян. Також згадується в листі від 5 травня 1714 року — мечник-региментар польських військ Іван Галецький повідомляв скарбникові, овруцькому регентові Левківському, що шляхтичі Київського воєводства розквартирували військо в цілком спустошеній Україні, зокрема й у Вільську, де було лише троє селян, залишили 25 кавалеристів. До вільського маєтку належали села Давидівка, Грушки, Івановичі, Новопіль, Вишпіль, Зороків та Зубівщина. За наслідками Кольбушівської транзакції 1753 року перейшло у власність ольштинського старости князя Любомирського. Згадується у люстрації Київського воєводства 1754 року як містечко, що належало до Чуднова, сплачувало із 50 дворів 10 злотих і 28,5 грошів до замку та 43 злотих і 24 гроші до скарбу.
За довідником 1885 року — колишнє державне село Пулинської волості Житомирського повіту Волинської губернії. Лежало на річці Кам'янка. Були церковна парафія, 2 заїзди.
Наприкінці 19 століття — село Пулинської волості Житомирського повіту Волинської губернії. Розміщувалося на річці Кам'янці, за 16 верст північно-західніше від Житомира, за 10 верст по шосі від найближчої поштової станції в Березівці, за 58 верст від залізничної станції Бердичів, в самому селі була річкова станція. Вільські селяни займалися гончарством, продукцію збували в Житомирі та інших місцях за 100 і більше верств. Селяни інших сіл парафії займалися землеробством та постачанням дров до Житомира. Дерев'яну церкву на кам'яному підмурівку збудовано у 1748 році на кошти парафіян. При церкві була стара дерев'яна дзвіниця. Землі — 65 десятин, низькоякісна. До парафії входили поселення Щербини (6 верст), Тартак (4 версти), Іванків (3 версти), Вигода (6 верст), Дубовець (6 верст), Поплавка (10 верст), Кароліна (12 верст), Болярка (13 верст). До парафії приписна церква в Колодіївці. Дворів — 288, парафіян — 2 328 осіб обох статей, римокатоликів — 563, баптистів — 240, лютеранів — 363, старовірів — 129, юдеїв — 28. Сусідні парафії: Новопіль (7 верст), Зороків (6 верст), Калинівка (6 верст).
У 1906 році — село Пулинської волості (2-го стану) Житомирського повіту Волинської губернії. Відстань до губернського та повітового центру, м. Житомир, становила 14 верст, від волосного центру, містечка Пулини — 21 версту. Найближче поштово-телеграфне відділення розміщувалося на станції Рудня.
У 1923 році включене до складу новоствореної Вільської сільської ради, яка 7 березня 1923 року увійшла до складу новоутвореного Черняхівського району Житомирської округи; адміністративний центр ради. Розміщувалося за 14 верст від районного центру, міст. Черняхів.
Під час організованого радянською владою Голодомору 1932—1933 років померло щонайменше 217 жителів села.
На фронтах Другої світової війни воювали 375 селян, 214 з них нагороджені орденами й медалями, 167 загинули. На їх честь споруджено пам'ятник. У 1957 році в селі встановлено пам'ятник В. Леніну.
В радянські часи в селі розміщувалася центральна садиба колгоспу, який обробляв 2,3 тис. га сільськогосподарських угідь, у тому числі 1,8 тис. га ріллі. Господарство вирощувало льон, картоплю, хміль, мало розвинуте м'ясо-молочне тваринництво. У селі були середня школа, будинок культури, дві бібліотеки, фельдшерсько-акушерський пункт, поштове відділення, 3 крамниці, 2 побутові майстерні.
7 вересня 2016 року увійшло до складу новоутвореної Вільської сільської територіальної громади Черняхівського району Житомирської області.
12 червня 2020 року, відповідно до розпорядження Кабінету Міністрів України № 711-р «Про визначення адміністративних центрів та затвердження територій територіальних громад Житомирської області», територію та населені пункти Вільської сільської територіальної громади включено до складу Оліївської сільської територіальної громади Житомирського району Житомирської області.

## Відомі люди
- Ян Охоцький (1766—1848) — польський письменник та історик.